# Momento em Pequim
Moment in Pekim (pt: Momento em Pequim; chinês tradicional: 京華煙雲, chinês simplificado: 京华烟云, hanyu pinyin: jīng huá yān yún) é um romance histórico, originalmente escrito em inglês pelo autor sino-americano Lin Yutang. A novela cobre os eventos turbulentos na China de 1900 a 1938, incluindo o Levante dos Boxers, a Revolução Republicana de 1911 (Revolução Xinhai), a Era dos Senhores de Guerra, a escalada do nacionalismo e do comunismo e as origens da Guerra sino-japonesa de 1937-1945.

## Personagens principais
As personagens principais são as duas filhas do Senhor Yao: Magnólia e Mochow.

## Enredo
Sobre este fundo histórico, o autor descreve a vida dos personagens, apresentando seu modo de vida e cultura. A história começa apresentando o Senhor Yao com cerca de 40 anos; ele pratica o taoísmo na sua forma mais filosófica: quem pode dizer se um acontecimento veio para o bem ou para o mal? Muitas vezes, o que parece um infortúnio resulta em boa sorte e o que aparentemente é um ganho acaba resultando em infelicidade. Os acontecimentos são passageiros e mutáveis, o mais importante é manter a tranqüilidade do espírito. Não deixe que os acontecimentos lhe perturbem e procure agir o mínimo possível, confiando no fluxo dos acontecimentos. A não ação de uma mente tranqüila pode ter conseqüências poderosas.
Magnólia, no início do livro com dez anos, é a heroína do romance. É a filha preferida do Senhor Yao, de quem é a maior admiradora. Tem inteligência vivaz e imaginativa. Aprecia antiguidades e a beleza. Queria ter nascido um menino porque os meninos podem estudar e têm todas as oportunidades.
Mochow, três anos mais nova, é prática e feminina. Gosta do trabalho caseiro e é realista. É preferível cuidar da própria vida e viver sem arroubos apaixonados.
A Senhora Yao representa um pólo mais ligado à cultura popular e a crenças consideradas supersticiosas. Ela tem sonhos com presságios e é amedrontada por espíritos.
O romance começa com o Levante Boxer e a fuga da família Yao de Pequim. No trajeto, Magnólia se perde. Ela é encontrada por um amigo da família e, por algum tempo, passa a viver com a família Tseng.
A Família Tseng cultiva uma tradição confucionista de um mundo que está em via de desaparecer. O pai é um funcionário publico de alto nível, um mandarim, e está preparando os três filhos para seguirem a sua carreira. Píngia, de cerca de 14 anos, é um rapaz sério e apaixonado por Mânia, uma prima pobre a quem está compromissado. Chínia, de 12 anos, é introspectivo e com dificuldades de relacionamento. Súnia, de 11 anos é gorducho, alegre e amigável. Mânia, de 12 anos, é a grande companheira de Magnólia. Representa um ideal de feminilidade de uma China mais clássica.
Magnólia impressiona o casal Tseng com sua beleza, vivacidade e inteligência. Logo eles pensam numa união por meio de casamento. Assim, o incidente que leva ao extravio de Magnólia é a chance de costurar as duas famílias. A família cujo confucionismo já não dá mais conta de acompanhar as mudanças na China com a família de filosofia taoísta que irá enfrentar essas mesmas transformações.
Ao mesmo tempo que o autor conta a vida e a cultura chinesas, ele nos fala de duas das três principais filosofias que regem o espírito chinês.